# Тутальский Санаторий
Тутальский Санаторий — посёлок в Яшкинском районе Кемеровской области России. Входит в состав Поломошинского сельского поселения.

## География
Посёлок находится в северо-западной части Кемеровской области, в юго-восточной части Западно-Сибирской равнины, на правом берегу реки Томи, на расстоянии примерно 30 километров (по прямой) к юго-западу от посёлка городского типа Яшкино, административного центра района.

### Часовой пояс
Посёлок Тутальский Санаторий, как и вся Кемеровская область, находится в часовой зоне МСК+4. Смещение применяемого времени относительно UTC составляет +7:00.

## Население
| 2010 |
| ---- |
| 103  |

Гендерный состав
По данным Всероссийской переписи населения 2010 года в гендерной структуре населения мужчины составляли 44,7 %, женщины — соответственно 55,3 %.
Национальный состав
Согласно результатам переписи 2002 года, в национальной структуре населения русские составляли 87 % из 153 чел.

## Улицы
Уличная сеть посёлка состоит из шести улиц.